# 동남지방통계청
동남지방통계청(東南地方統計廳, Dongnam Regional Statistics Office)은 부산광역시, 울산광역시, 경상남도 지역의 통계 기준 설정과 인구조사 및 각종 통계에 관한 사무를 관장하는 대한민국 통계청의 소속기관이다. 2009년 2월 1일 발족하였으며, 부산광역시 연제구 연제로 24에 위치하고 있다. 청장은 임기제공무원 3급 또는 4급으로 보한다.

## 직무
- 소속기관 등의 총괄 관리에 관한 사항
- 관할 지역통계의 분석 및 제공 등에 관한 사항
- 관할 시군구 지역통계 작성의 승인 및 품질관리제도의 운영에 관한 사항
- 조사대행 및 지역통계지원 등에 관한 사항
- 관할지역 지방자치단체 등과의 대외협력에 관한 사항
- 책임운영기관 운영에 관한 사항
- 조사환경개선 등에 관한 사항
- 소관통계의 조사실시·내용검사·분석 등에 관한 사항
- 조사대상의 표본관리 등에 관한 사항
- 통계조사의 정확도 제고에 관한 사항
- 교육훈련 등에 관한 사항
- 그 밖에 통계홍보활동 및 지방청의 목적달성을 위하여 필요한 사항

## 연혁
- 1975년 8월 14일: 조사통계국 소속으로 경상남도통계사무소 설치.[4]
- 1980년 7월 1일: 부산시통계사무소로 개편.[5]
- 1981년 7월 23일: 부산직할시통계사무소로 개편.[6]
- 1990년 4월 7일: 부산통계사무소로 개편. 관할구역 중 경상남도를 분리하여 경남통계사무소 설치.[7]
- 1990년 5월 26일: 경남통계사무소 소속으로 울산출장소 설치.[8]
- 1995년 8월 12일: 경남통계사무소 소속으로 진주출장소 설치.[9]
- 1998년 7월 1일: 경남통계사무소 소속으로 통영·하동·거창출장소를 설치. 울산출장소를 부산통계사무소로 이관.[10]
- 2005년 7월 22일: 부산통계사무소를 부산지방통계청으로 개편.[11]
- 2006년 1월 1일: 부산지방통계청과 경남통계사무소를 책임운영기관으로 지정.[12]
- 2007년 1월 1일: 경남통계사무소를 경남지방통계청으로 개편.[13]
- 2008년 2월 29일: 부산지방통계청을 부산·울산지방통계청으로 개편. 경남지방통계청 소속으로 김해·밀양·합천출장소를 설치.[14]
- 2009년 2월 1일: 부산·울산지방통계청과 경남지방통계청을 동남지방통계청으로 통합.[15] 밀양·하동출장소를 폐지하고 울산·창원·진주·통영·김해·거창·합천출장소를 울산·창원·진주·통영·김해·거창·합천사무소로 개편. 창원사무소 설치.[16]
- 2015년 10월 1일: 거창·합천사무소 폐지.[17]

## 관할구역
- 부산광역시
- 울산광역시
- 경상남도

## 조직

### 청장
- 조사지원과[18]
- 지역통계과[19][20]
- 경제조사과[19]
- 사회조사과[19]
- 농어업조사과[19]

### 소속기관
사무소장은 5급 공무원으로 보한다.
| 명칭       | 위치                                  | 관할구역                                                  |
| ---------- | ------------------------------------- | --------------------------------------------------------- |
| 울산사무소 | 울산광역시 남구 삼산로366번길 2       | 울산광역시                                                |
| 창원사무소 | 경상남도 창원시 성산구 상남로 261     | 경상남도 창원시·함안군·합천군·의령군·창녕군               |
| 진주사무소 | 경상남도 진주시 진주대로 963          | 경상남도 진주시·사천시·하동군·남해군·거창군·함양군·산청군 |
| 통영사무소 | 경상남도 통영시 용남면 용남해안로 355 | 경상남도 통영시·거제시·고성군                             |
| 김해사무소 | 김해시 주촌면 골든루트로 80-16        | 경상남도 김해시·양산시·밀양시                             |